# Jurgen Van de Walle
Jurgen Van de Walle (Ostende, Bélgica, 9 de febrero de 1977) es un ciclista belga que debutó como profesional en 1999 y se retiró al finalizar la temporada 2013.

## Biografía
Jurgen Van de Walle se convirtió en profesional en 1999 en el equipo Palmans-Ideal. Su carrera continuó en 2001 con el equipo Landbouwkrediet-Colnago, con el que terminó sexto en la Druivenkoers Overijse, y de ahí fichó por el Vlaanderen-T- provisional en 2002. En el calendario francés, terminó en sexto lugar entre la Estrella de Bessèges del 2003, a continuación, sexto también en el Gran Premio Cholet-Pays de Loire en 2004 y quinto de la París-Bourges de ese mismo año.
En 2005, se reincorporó al equipo Landbouwkrediet-Colnago. A continuación, destaca como corredor al terminar sexto en el Tour de Langkawi y quinto en el Vuelta al Algarve. A la temporada siguiente pasa a formar parte del equipo Quickstep, con quien consiguió su mejor temporada hasta el momento. Terminó tercero el Tour du Haut-Var en febrero, cuarto en el G. P. Kanton Aargau, segundo en la Ster Elektrotoer en junio y cuarto del Circuito Franco-Belga en octubre. La temporada del año siguiente, sin embargo, no fue tan buena pese a un octavo lugar en el Tour de California. Ganó su primera victoria profesional en la Halle-Ingooigem en 2009 y repitió en 2010, ganando en solitario. En julio de 2010, fichó para las dos próximas temporadas con el equipo Lotto Belisol.
El 18 de octubre de 2013 anunció su retirada del ciclismo tras quince temporadas como profesional y con 36 años de edad.

## Palmarés
2000
- 1 etapa del Circuito Montañés

2009
- Halle-Ingooigem

2010
- Halle-Ingooigem

## Resultados en Grandes Vueltas
| Carrera | Carrera         | 1999 | 2000 | 2001 | 2002 | 2003 | 2004 | 2005 | 2006 | 2007 | 2008 | 2009 | 2010 | 2011  | 2012 | 2013 |
| ------- | --------------- | ---- | ---- | ---- | ---- | ---- | ---- | ---- | ---- | ---- | ---- | ---- | ---- | ----- | ---- | ---- |
|         | Giro de Italia  | —    | —    | —    | —    | —    | Ab.  | —    | 75.º | Ab.  | —    | —    | —    | —     | —    | —    |
|         | Tour de Francia | —    | —    | —    | —    | —    | —    | —    | —    | —    | 76.º | Ab.  | 63.º | Ab.   | —    | —    |
|         | Vuelta a España | —    | —    | —    | —    | —    | —    | —    | —    | —    | —    | —    | —    | 127.º | —    | Ab.  |

—: no participa

Ab.: abandono

## Equipos
- Palmans-Ideal (1999-2000)
- Landbouwkrediet-Colnago (2001)
- Vlaanderen/Chocolade Jacques (2002-2004)
  - Vlaanderen-T-Interim (2002-2003)
  - Chocolade Jacques-Wincor Nixdorf (2004)
- Landbouwkrediet-Colnago (2005)
- Quickstep (2006-2010)
  - Quick Step-Innergetic (2006-2007)
  - Quick Step (2008-2010)
- Lotto (2011-2013)
  - Omega Pharma-Lotto (2011)
  - Lotto Belisol Team (2012)
  - Lotto Belisol (2013)